# Aleksandar Vukic
Aleksandar Vukic (Sydney, 6 april 1996) is een Australisch tennisser.

## Carrière
Vukic begon zijn profcarrière in 2018 en speelde in 2020 voor het eerst op een Grand Slam, hij speelde de eerste ronde op Roland Garros. In 2021 verloor hij in de eerste ronde van de Australian Open in het enkelspel en gemengd dubbelspel. In 2022 wist hij de eerste ronde op de Australian Open te overleven maar verloor in de tweede ronde in het enkelspel en verloor in de eerste ronde in het dubbelspel. Hij won in 2022 ook zijn eerste challenger tegen de Bulgaar Dimitar Kuzmanov.

## Palmares
| Legenda                       | Legenda               |
| ----------------------------- | --------------------- |
| Grand Slam                    |                       |
| Olympische Spelen             |                       |
| tot 2009                      | vanaf 2009            |
| Tennis Masters Cup            | ATP Finals            |
| ATP Masters Series            | ATP Tour Masters 1000 |
| ATP International Series Gold | ATP Tour 500          |
| ATP International Series      | ATP Tour 250          |

### Enkelspel
| Nr.                  | Datum            | Toernooi  | Ondergrond | Tegenstander in finale | Score             | Details |
| -------------------- | ---------------- | --------- | ---------- | ---------------------- | ----------------- | ------- |
| verloren ATP finales |                  |           |            |                        |                   |         |
| 1.                   | 30 juli 2023     | Atlanta   | Hardcourt  | Taylor Fritz           | 5-7, 7-6(5), 4-6  | details |
| gewonnen challengers |                  |           |            |                        |                   |         |
| 1.                   | 20 februari 2022 | Bangalore | Hardcourt  | Dimitar Kuzmanov       | 6-4, 6-4          |         |
| 2.                   | 14 mei 2023      | Busan     | Hardcourt  | Max Purcell            | 6-4, 1-0 (opgave) |         |

## Resultaten grote toernooien
| Legenda | Legenda                          |
| ------- | -------------------------------- |
| g.t.    | geen toernooi gehouden           |
| l.c.    | lagere categorie                 |
| –       | niet deelgenomen                 |
| G       | uitgeschakeld in de groepsfase   |
| 1R      | uitgeschakeld in de eerste ronde |
| 2R      | uitgeschakeld in de tweede ronde |
| 3R      | uitgeschakeld in de derde ronde  |
| 4R      | uitgeschakeld in de vierde ronde |
| KF      | uitgeschakeld in de kwartfinale  |
| HF      | uitgeschakeld in de halve finale |
| F       | de finale verloren               |
| W       | het toernooi gewonnen            |
| w-v     | winst/verlies-balans             |

### Enkelspel
| Grandslamtoernooien |     |     |     |    |   |
| Australian Open     | –   | 1R  | 2R  | 1R |   |
| Roland Garros       | 1R  | –   | –   | –  |   |
| Wimbledon           | –   | –   | –   | 2R |   |
| US Open             | –   | –   | –   | 1R |   |
| Statistieken        |     |     |     |    |   |
| titels per jaar     | 0   | 0   | 0   | 0  | 0 |
| eindejaarsranking   | 196 | 156 | 130 | 62 |   |

### Dubbelspel
| Grandslamtoernooien |    |     |   |
| Australian Open     | 1R | 1R  |   |
| Roland Garros       | –  | –   |   |
| Wimbledon           | –  | –   |   |
| US Open             | –  | 1R  |   |
| Statistieken        |    |     |   |
| titels per jaar     | 0  | 0   | 0 |
| eindejaarsranking   | -  | 475 |   |